# Бернард (Италия)
Вижте пояснителната страница за други личности с името Бернард.
Бернард (Bernhard; * 797; † 17 април 818) от Каролингите е от 812 г. (или 810 – 818) крал на Италия, (Rex Langobardorum).

## Биография
Той е син на Карлман, краля на Италия Пипин († 810). Внук е на Карл Велики († 814). Дядо му го прави през 813 г. в Аахен наследник на баща му.
През 817 г. Бернард се вдига срещу наследника на Карл, кайзер Лудвиг Благочестиви, когато той се опитва да смени досегашното право на неговия син Лотар I да е кайзерски наследник. Бернард завзема проходите на Алпите, отказва се обаче без борба още същата година, появява се пред чичо си в Chalon-sur-Saône, който го затваря. Бернард е осъден на смърт през пролетта на 818 г., кайзерът сменя наказанието в ослепяване. Присъдата е изпълнена на 15 април 818 г., умира след два дена от това нараняване.

## Фамилия
Бернард е женен от 815 г. с Кунигунде, която дълго го надживява († сл. 15 юни 835 г.)Те имат един син:
- Пипин (* 815, † сл. 840), граф наблизо до Париж и прародител на по-късно значимият граф на Вермандоа.